# 新特羅伊茨凱 (海尼切斯克區)

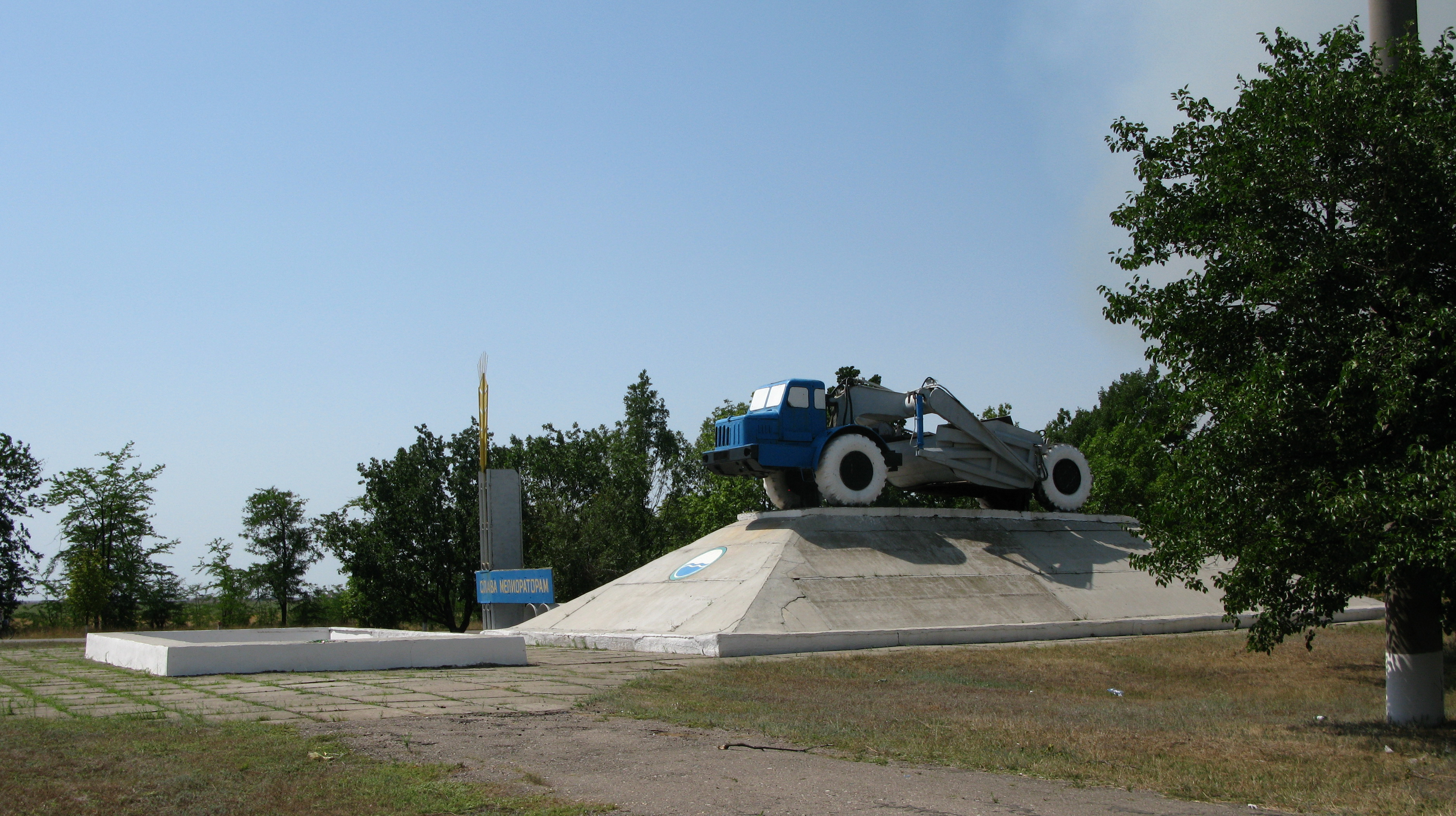
纪念碑

新特罗伊茨凯（羅馬化：Novotroitske），又按俄语名译为新特罗伊茨科耶，是烏克蘭南部赫爾松州海尼切斯克區新特罗伊茨凯市镇内的市級鎮及其行政中心。曾是原新特羅伊茨科耶區的区府。面積122.3平方公里，海拔高度22米，2011年人口10,824，人口密度每平方公里88.5人。